# Histoire du rugby à XV

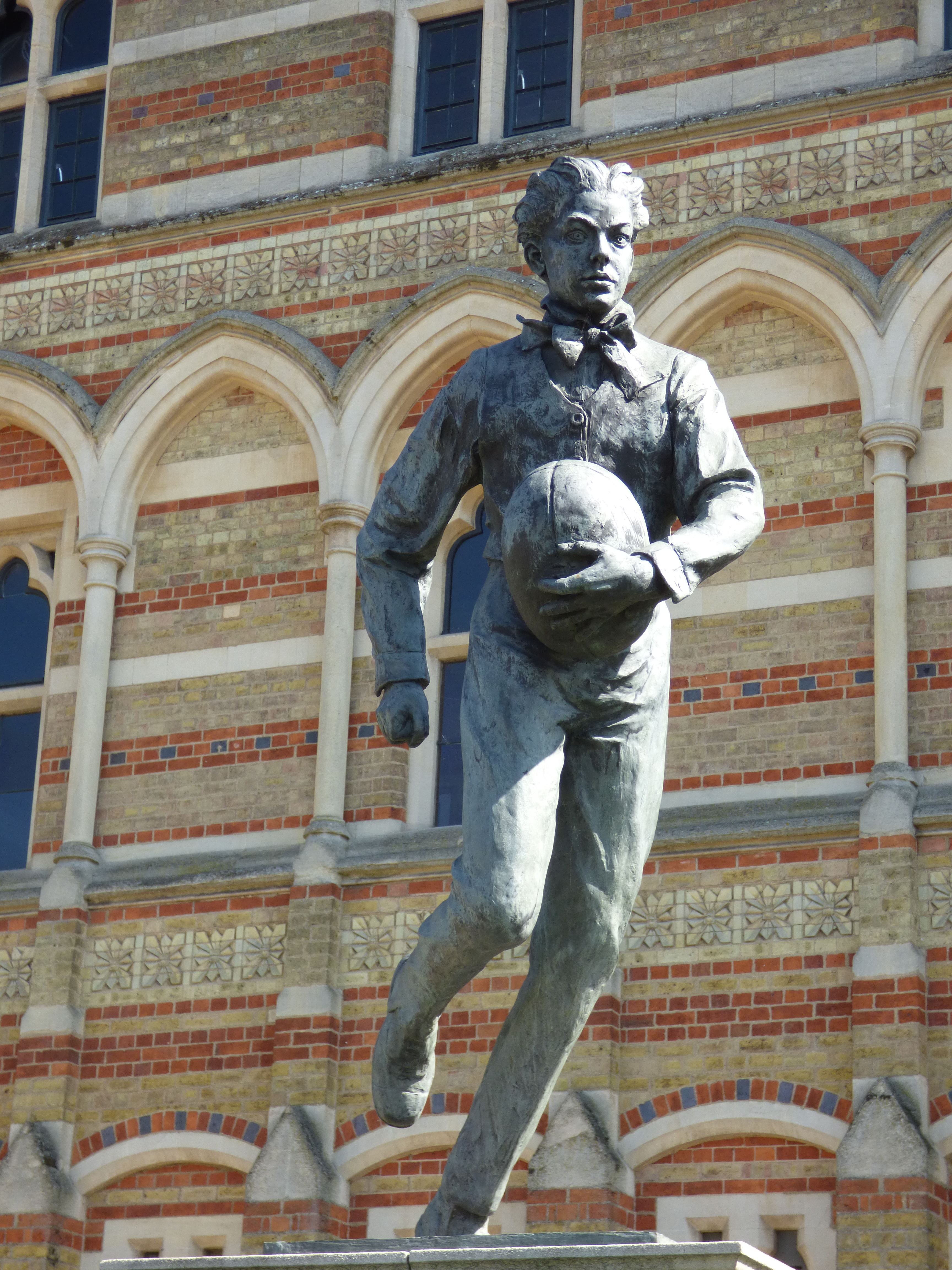
Statue de William Webb Ellis, supposé inventeur du jeu de rugby, à la Rugby School.

Ne doit pas être confondu avec Origines du rugby à XV.
L'histoire du rugby à XV commence dans la première moitié du XIXe siècle, dans l'Angleterre victorienne, étant codifié pour la première fois le 7 septembre 1846 à Rugby. Un premier schisme, en 1863, sépare football et rugby. En 1895, après des désaccords sur la compensation des heures de travail perdues, une seconde sécession se produit pour créer le rugby à XIII, ou rugby league, qui devient professionnel, le rugby à XV, ou rugby union, restant amateur pendant encore un siècle. Le rugby se développe principalement dans des territoires de l'Empire britannique (Angleterre, Écosse, pays de Galles, Irlande, Afrique du Sud, Australie, Nouvelle-Zélande) mais aussi en France, en Argentine ou encore au Japon, pays dans lesquels il est introduit dans les villes portuaires par les commerçants britanniques.
Le premier match international de rugby à XV se déroule à Édimbourg en 1871 et voit s'affronter l'Écosse et l'Angleterre (1-0). La première compétition internationale voit le jour en 1882 et consiste en l'affrontement annuel des quatre nations britanniques, auxquelles s'ajoute la France en 1910, puis l'Italie en 2000, pour constituer ce qui est aujourd'hui le Tournoi des Six Nations. Pendant longtemps les autres rencontres internationales se déroulent principalement sous la forme de tournée, c'est-à-dire qu'une sélection nationale voyage et joue une série de test-matchs contre une ou plusieurs autres nations. La première édition de la Coupe du monde a lieu en 1987 et est remportée par la Nouvelle-Zélande ; l'Afrique du Sud est la plus titrée, avec quatre trophées.
En 1995, après la troisième édition de la coupe du monde, organisée et gagnée par l'Afrique du Sud, le rugby à XV devient officiellement professionnel. La même année la première édition de la Coupe d'Europe des clubs est organisée.
Le rugby à XV est présent aux Jeux Olympiques d'été avec un tournoi masculin en 1900, 1908, 1920 et 1924, avant de disparaître à cause des difficultés d'organisation d'une part, et des nombreux incidents émaillant la finale France-États-Unis d'autre part. À partir de 2016, le rugby à 7 est inscrit dans les programmes olympiques avec un tournoi féminin et un tournoi masculin.

## Les origines

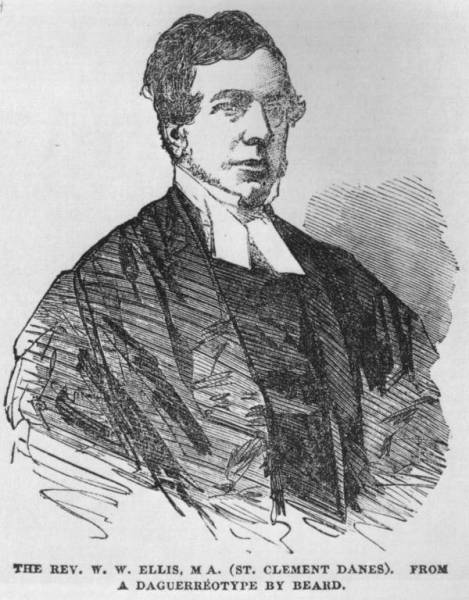
William Webb Ellis.

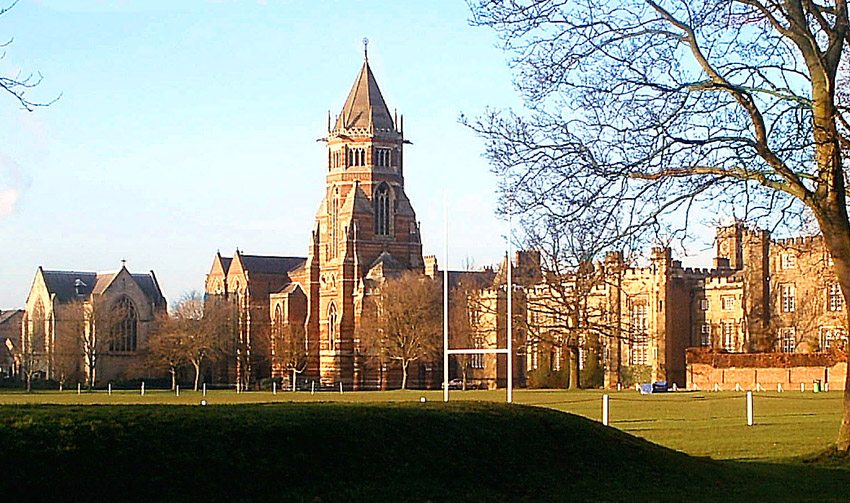
Rugby, ville anglaise du Warwickshire.

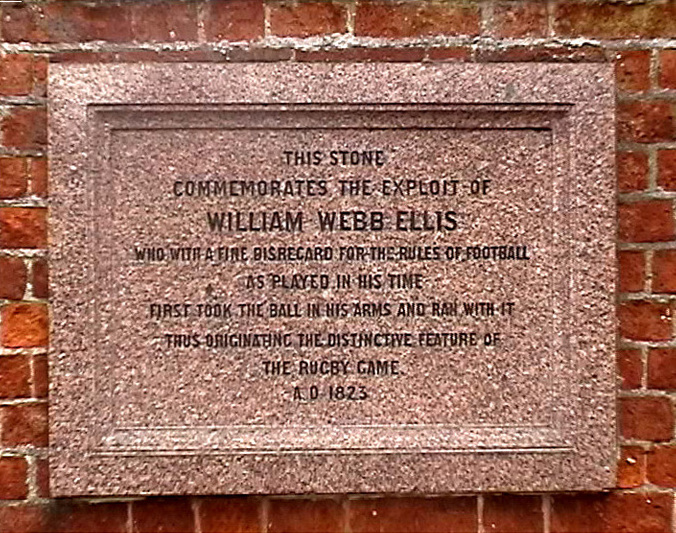
This stone
commemorates the exploit of
WILLIAM WEBB ELLIS
who with a fine disregard
for the rules of football
as played in his time
first took the ball in his arms
and ran with it
thus originating the distinctive feature of
the rugby game.
A.D. 1823

Les jeux de ballon sont pratiqués depuis l'Antiquité, tel que l'harpastum gréco-romain. Au Moyen Âge, différentes sortent de jeux de masse se développent en Europe de l'Ouest. En Angleterre le mob football est pratiqué lors de fêtes populaires. Il est cousin de la soule, un sport très pratiqué en France et il a aussi des caractéristiques communes avec le knappan au pays de Galles, le hurling en Cornouailles et en Irlande, le calcio en Italie. Tous ces sports de balle ont vu le jour à la même époque. La plupart de ces jeux s'éteignent à la fin du XVIIIe siècle, souvent après interdiction de leur pratique jugée dangereuse[réf. nécessaire]. Sans lien avec les précédents, l'Angleterre victorienne voit la naissance et la codification de nombreux sports modernes, dont le football-rugby, faisant partie de l'éducation dispensée dans les public schools (collèges anglais).
La variante originale du rugby est inventée sur le terrain du collège Rugby School, dans la ville de Rugby dans le centre de l'Angleterre. La légende veut qu'à la mi-temps d'une partie de football, William Webb Ellis, élève du collège et futur pasteur, se saisisse du ballon et le porte dans ses bras jusque derrière la ligne de but adverse, alors que la tradition était de le pousser du pied. Il invente ainsi un nouveau sport qui deviendra le rugby.
Cette légende est probablement inventée de toutes pièces. En réalité, les origines du rugby sont bien plus complexes et sont communes à celles du football. Chaque collège avait ses propres règles et les jeux au pied aussi bien qu'à la main étaient fréquents. De nos jours certaines variantes sont encore pratiquées, notamment dans les collèges de Harrow (Harrow football (en)), Eton (Field game (en) et Wall game (en)) ou Winchester (Winchester College football (en)). Les différents codes de football et rugby sont ensuite exportés dans tout l'Empire britannique, le football australien, le football américain et le football canadien étant des évolutions de ceux-ci.
Avec l'apparition du chemin de fer, les différents collèges se voient moins isolés et les échanges se multiplient, avec notamment l'organisation de rencontres sportives. Il faut bien dès lors se mettre d'accord sur les règles à adopter : dans les premiers temps les matches se déroulent selon la règle du collège qui reçoit. Par la suite, certains collèges plus influents ou prestigieux vont imposer leurs règles aux autres.
La genèse du rugby, s'inscrit dans le contexte du développement de la pratique de sports collectifs dans l'éducation des public schools, notamment la Rugby School avec à sa tête le headmaster (directeur) Thomas Arnold, qui vise dans les années 1830 à rééduquer les enfants des classes aisées (haute bourgeoisie et aristocratie). Cet éducateur britannique s'appuie alors sur les sports athlétiques, notamment le rugby football, pratique populaire lors des fêtes de campagne et dont les valeurs viriles et guerrières doivent permettre à ces jeunes de pouvoir se maîtriser dans un affrontement violent, de fortifier leur corps pour mieux pouvoir le soumettre à la morale victorienne. Cette pédagogie doit également leur apprendre à diriger les institutions et entreprises. Cette pratique sportive d'Arnold se diffuse progressivement dans d'autres écoles grâce aux élèves et aux enseignants passés par Rugby. La grande réputation du collège et d'Arnold amènent d'autres établissement à copier le code de jeu de Rugby.

## Du football au rugby

### Scission entre laFootball Associationet leRugby Football
Le besoin d'avoir des règles plus uniformes se fait sentir au fur et à mesure que la pratique du sport se répand et que les rencontres entre collèges se multiplient. S'ensuivent des querelles entre les partisans d'un jeu favorisant le droit de donner des coups sous la ceinture (hacking) et les partisans du jeu au pied (dribbling) qui veulent limiter les techniques jugées trop violentes (le jeu de l'époque diffère nettement de celui pratiqué aujourd'hui). De cette querelle naît la Football Association (qui évoluera pour donner le football moderne (aussi appelé soccer) et le Rugby Football, du nom de leur organisation respective.
Cette pratique, qui fait désormais la particularité du football joué dans la Rugby School, autrement dit les Rugby School rules, est codifiée pour la première fois le 7 septembre 1846 à Rugby, par une assemblée solennelle des meilleurs joueurs du collège, puis en 1851 à la Edinburgh Academy et enfin le 8 décembre 1863, à Cambridge, par les étudiants de cette université, tous d'anciens élèves de Rugby. L'écriture des règles permet la diffusion du jeu et le Dublin University Football Club, fondé en 1854, est le premier club au monde à s'aligner sur les Rugby School rules. Dès 1857, les règles sont exportées en Australie et le premier club, le Sydney University Football Club, y est fondé en 1863.
Blackheath RC est à l'origine du schisme entre football et rugby. Le 26 octobre 1863, le club participe à la fondation de la fédération anglaise de football, la Football Association (FA) à Londres. L'un des objectifs est d'unifier les règles et d'adopter celles qui sont les plus « acceptables » à l'intérieur d'un cadre commun, les fameuses « lois du jeu ». Le trésorier est un membre de Blackheath, Francis Maude Campbell. Mais rapidement, Campbell se trouve en opposition avec la direction prise par les débats car la majorité entend adopter les « Règles de Cambridge » qui bannissent l'utilisation des mains et limitent des contacts. Or, si Blackheath est prêt à des concessions, il n'est pas question d’éliminer le « hacking », c’est-à-dire les contacts directs, que lui et son club considèrent comme essentiel. Blackheath a rédigé son propre code et l’article 10 stipule ainsi : « S’il est autorisé de tenir tout joueur pris dans un regroupement scrimmage [mêlée], il est en revanche interdit d’essayer d’étrangler ou d’asphyxier, car cela va à l’encontre des principes du jeu » (sic). Bref, interdire le « hacking » revenait à dévoyer la pratique en lui ôtant « le courage et le cran ». Campbell déclare lors d’une réunion de la FA : « Je me fais fort de vous amener un grand nombre de Français [sic] qui vous battront après une seule semaine d’entraînement ». De ce fait, lors de la sixième réunion de la FA, Campbell annonce que son club se retire pour pouvoir continuer à pratiquer « son » football. C’est ainsi que Blackheath joue un rôle majeur dans l’établissement des sports d’équipe modernes, en s’attachant à ce qui devient le « rugby football », c’est-à-dire le football joué selon les règles de l’école privée de la ville de Rugby.

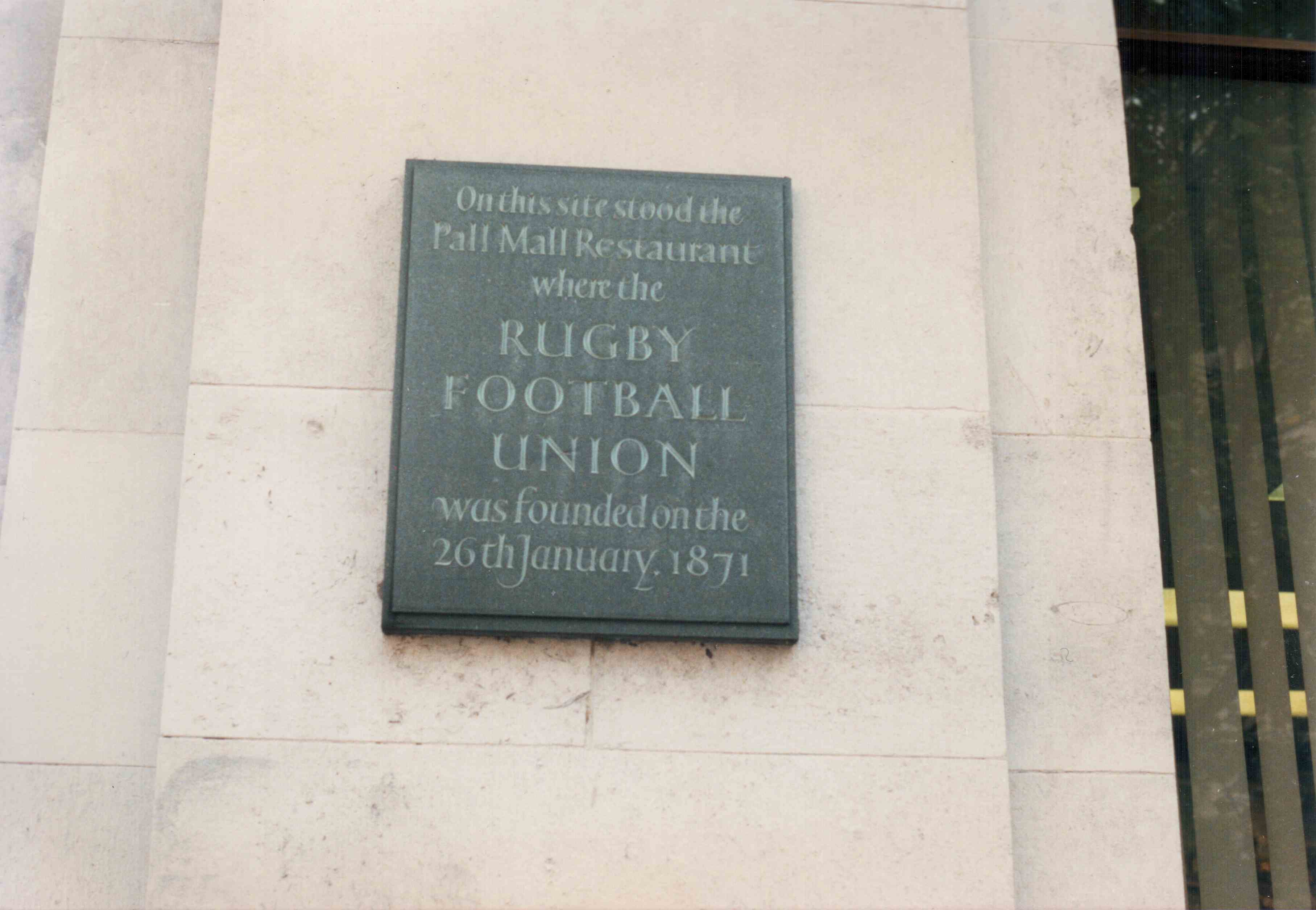
Inscription en mémoire de la création de la Rugby Football Union au restaurant Pall Mall dans le centre de Londres :
On this site stood the Pall Mall Restaurant where the RUGBY FOOTBALL UNION was founded on the 26th January 1871.

D’autre clubs suivent Blackheath, notamment le Richmond Football Club. Les affrontements semestriels avec Richmond, le plus ancien affrontement régulier entre deux clubs de l’histoire du rugby, sont instaurés le 19 décembre 1868. Le 26 janvier 1871, des représentants de Blackheath se retrouvent, à l’instigation des dirigeants de Richmond, au restaurant Pall Mall dans le centre de Londres pour créer avec les délégués de 19 autres clubs la Rugby Football Union (RFU) pour mettre au point un « code de pratique », c’est-à-dire des règles unifiées pour le rugby.

### Fondation du jeu moderne
L'année 1871 voit l'Écosse et l'Angleterre s'affronter le dimanche 27 mars 1871. Cette première rencontre internationale de rugby voit l’Écosse l’emporter 1-0 devant 4 000 personnes,. Le match est joué à Édimbourg au Raeburn Place, un stade de cricket, car la fédération écossaise de rugby n'avait pas encore de stade adapté pour un match international. Il est disputé par deux équipes de vingt joueurs, en deux mi-temps de 50 minutes. Les Écossais gagnent le match par un essai et un but marqués contre un essai pour les Anglais (seul le but permet de marquer un point, à l'époque).
La revanche entre l'Écosse et d'Angleterre a lieu l'année suivante à l’Oval de Londres. L’Angleterre remporte le match par 2 à 1 (les Anglais inscrivent trois essais, une transformation et une pénalité, et les Écossais marquent un drop goal). Le match suivant entre les deux nations se déroule au Hamilton Crescent de Glasgow, il se termine sur un match nul et vierge. Les deux nations se rencontrent à nouveau deux ans plus tard, le lundi 23 février 1874, la rencontre se solde par un succès anglais 1 à 0.
Progressivement, la RFU adopte différentes règles pour améliorer le jeu, comme la suppression de certains coups dangereux, l'autorisation de la passe à la main en 1875, la diminution du nombre de joueurs de vingt à quinze en 1877.
Peu à peu, le rugby, jusque-là réservé aux élites, gagne toutes les couches sociales. Dans les années 1880 se pose la question du professionnalisme, adopté en 1885 par le football, qui crée une scission au sein du rugby. Dès 1891, soit un an après la création de l'International Rugby Board, instance chargée de la gestion du jeu et de ses règles, les clubs du Nord de l'Angleterre réclament une aide pour rembourser aux ouvriers le temps de travail perdu à cause des matches disputés le samedi, jour ouvré, mais la RFU refuse. Après plusieurs tentatives, la Northern Rugby Football Union, copie professionnelle de la RFU, est créée le 27 août 1895.

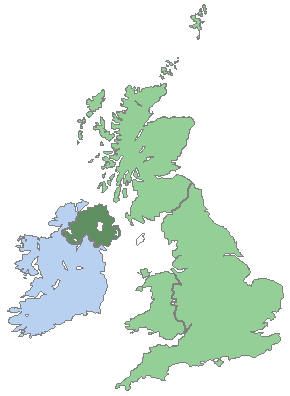
Carte du Royaume-Uni et de l'Irlande.

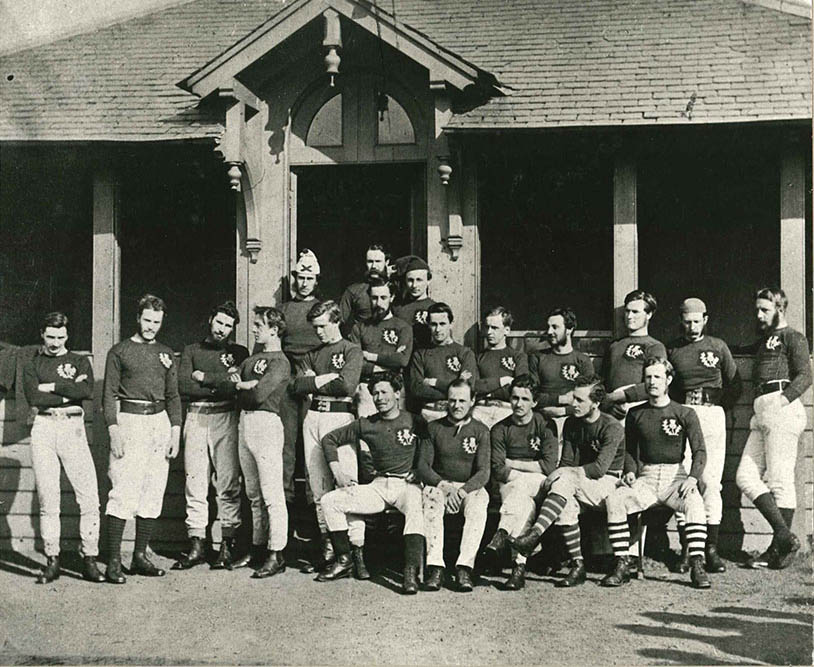
La première équipe d'Écosse en 1871 à Édimbourg, pour le premier match international face à l'Angleterre;
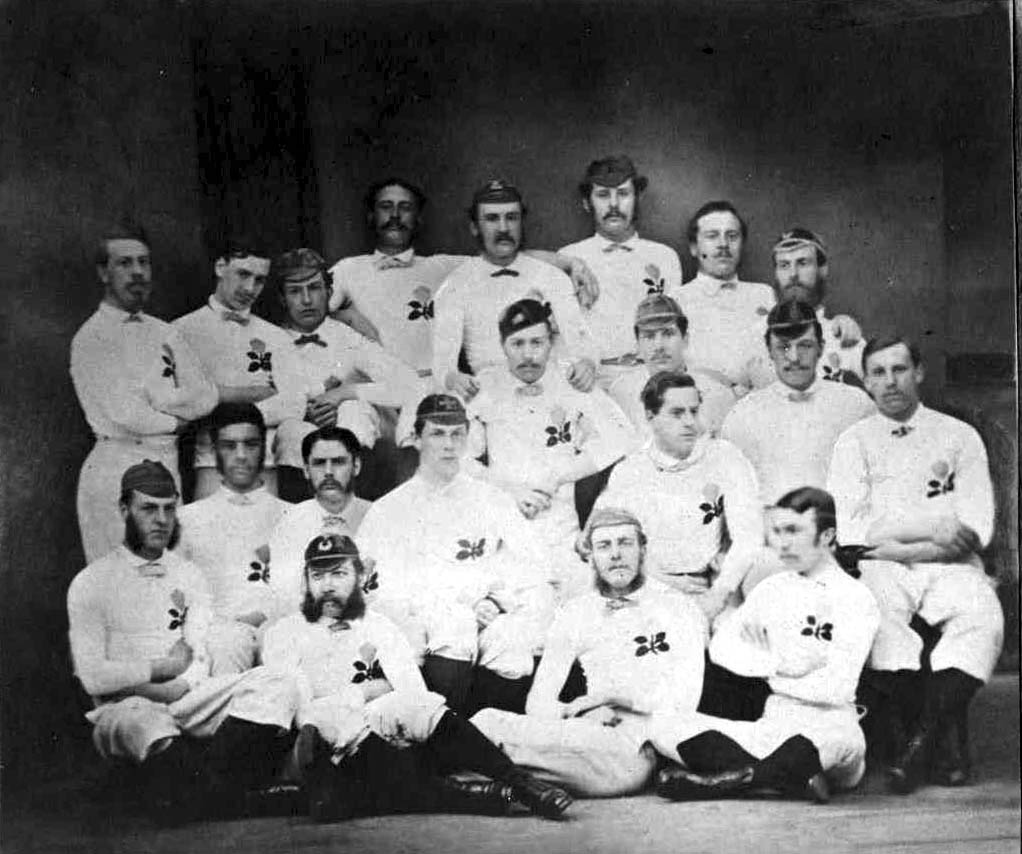
La première équipe d'Angleterre en 1871 à Édimbourg, pour le premier match international face à l'Écosse;
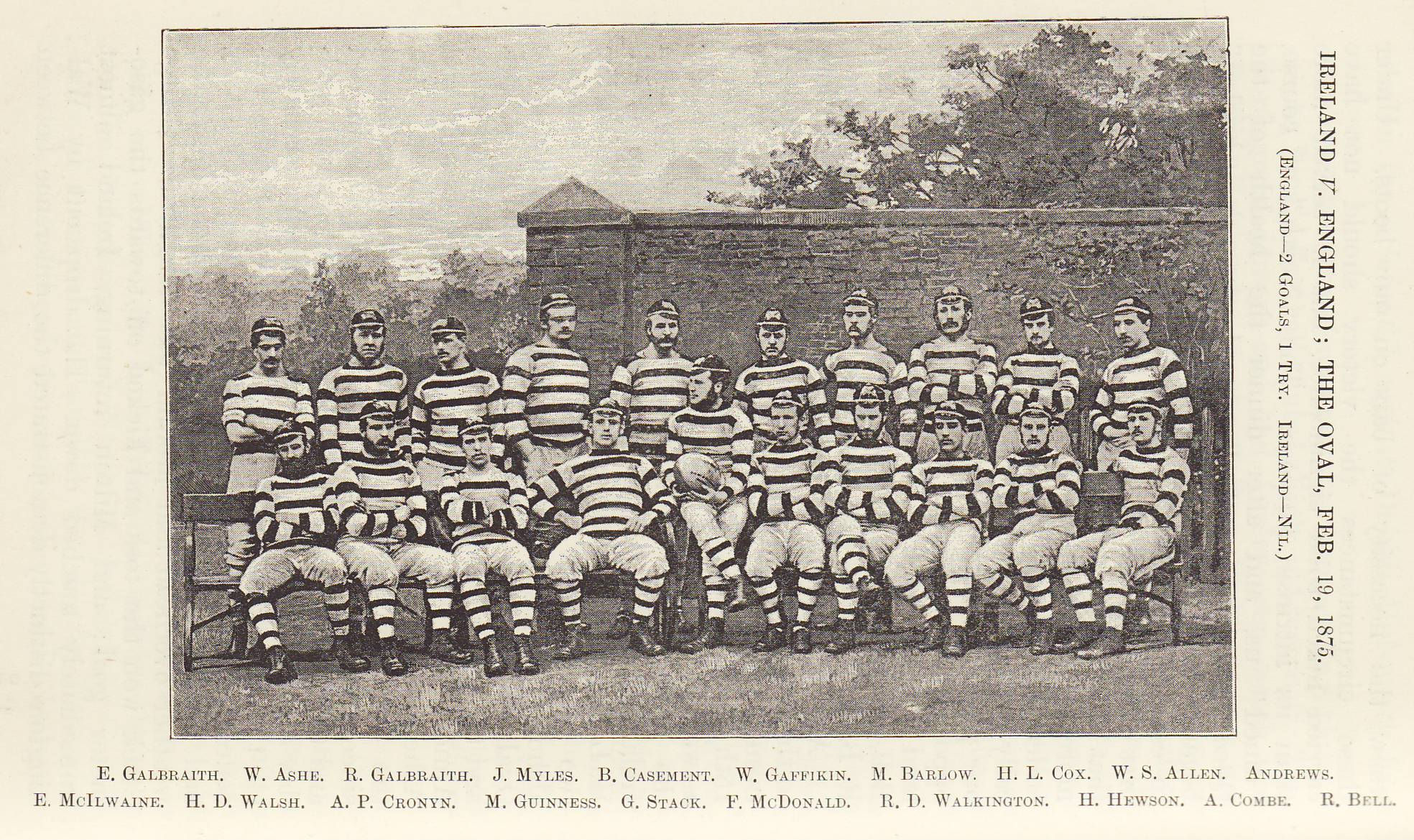
La première équipe d'Irlande en 1875, pour son match face à l'Angleterre;
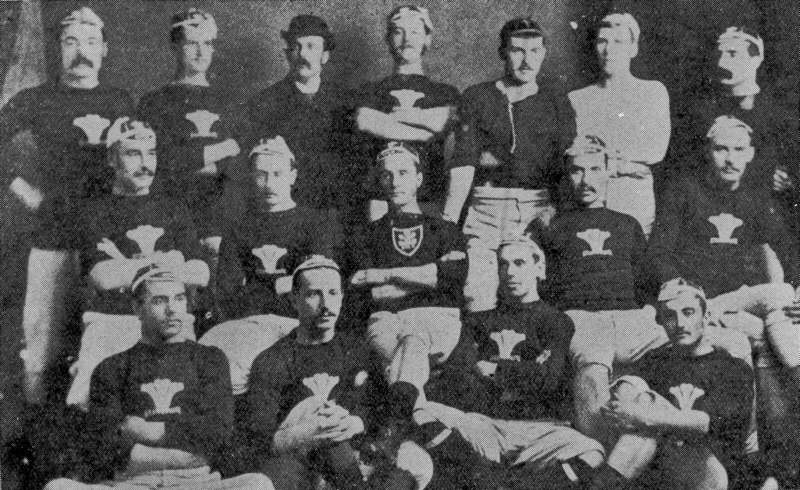
La première équipe du Pays de Galles en 1881, pour son match face à l'Angleterre.

L'Irlande débute sur le plan international en rencontrant l'Angleterre en 1875 (défaite 7 à 0 des Irlandais). Le pays de Galles débute un peu plus tard sur le plan international avec des matches contre l'Angleterre en 1881, l'Irlande en 1882 et l'Écosse en 1883.

Ce n'est qu'en 1884 que ces quatre équipes se rencontrent toutes pendant la même saison, en effet il manque un match à l'édition de 1883 pour que le Tournoi soit disputé complètement. Les éditions de 1885, 1887 et 1889 ne sont pas complétes, à la suite de disputes entre fédérations. En particulier, les Anglais sont exclus des éditions de 1888 et 1889 du Tournoi en raison de leur refus de rejoindre l'International Rugby Board, à égalité avec les membres fondateurs.

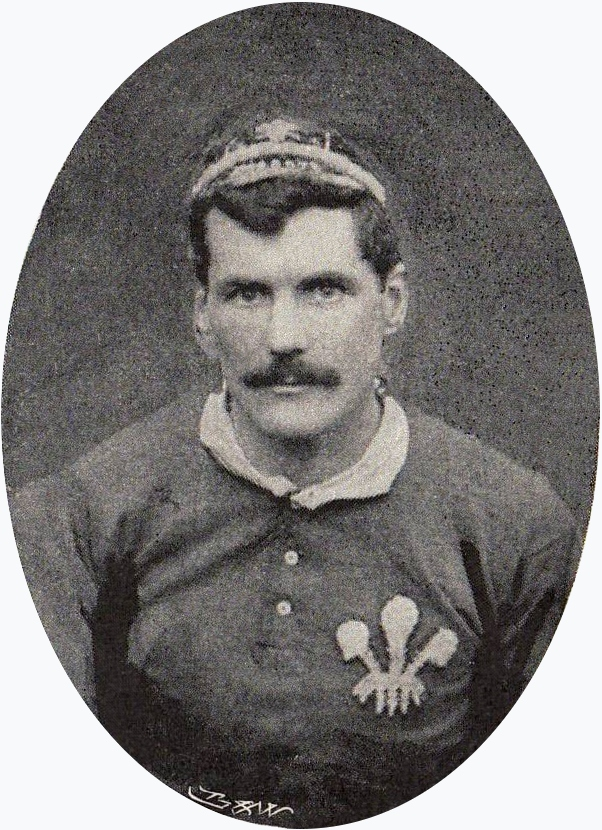
Arthur Gould
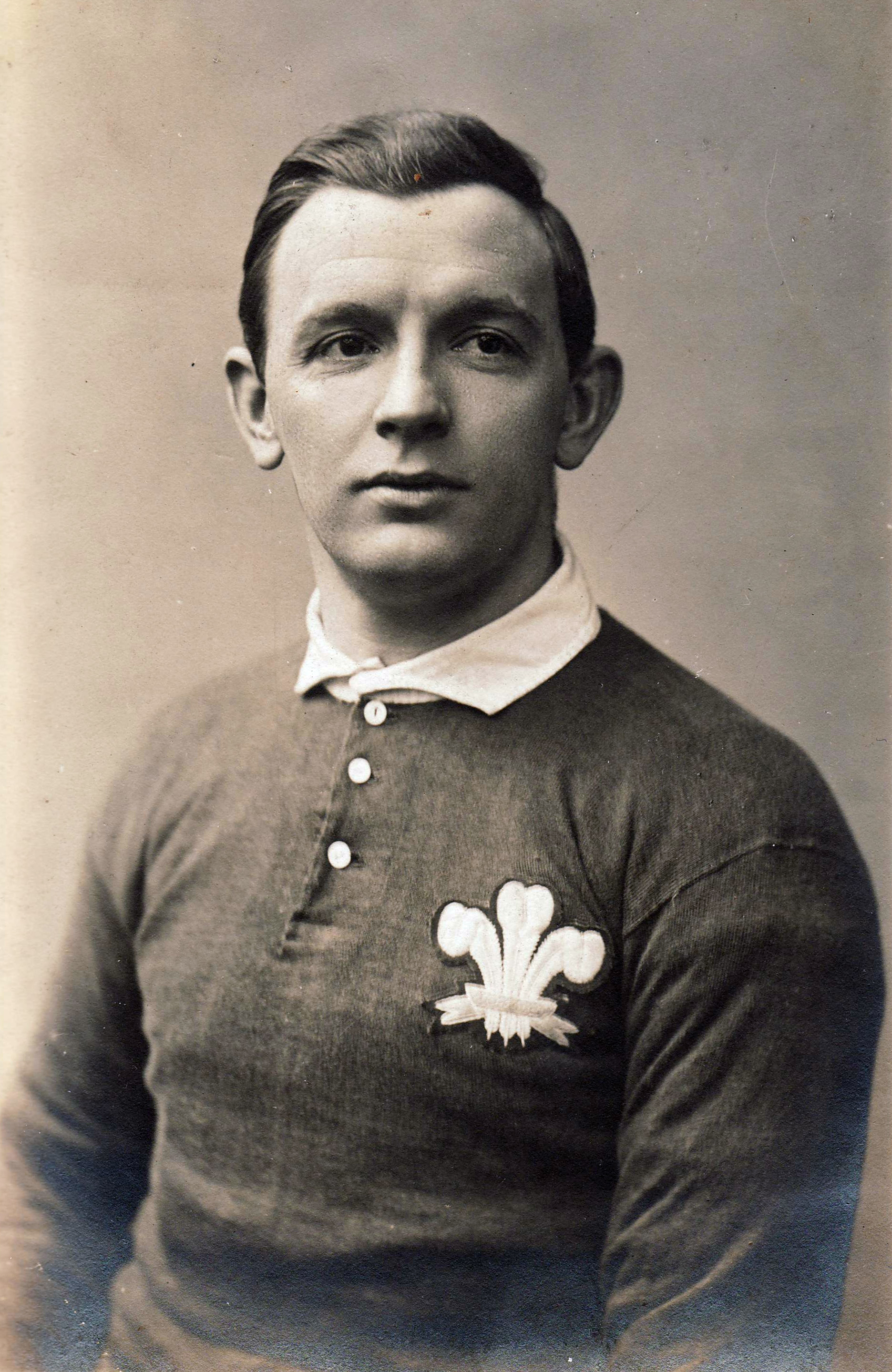
Philip Hopkins
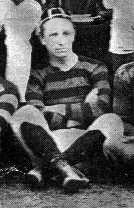
Charles Newman
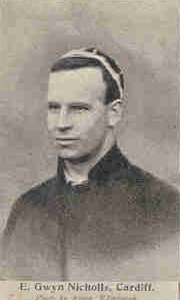
Gwyn Nicholls

## Développement international

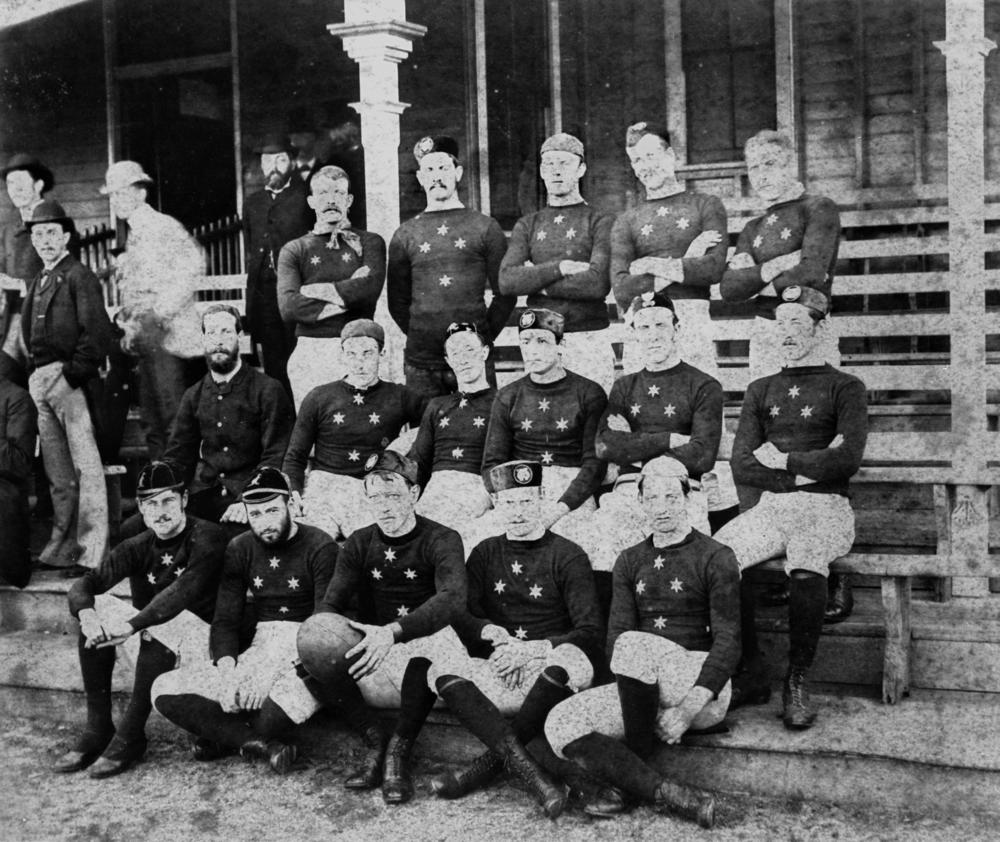
L'équipe de Nouvelle-Galle du sud, en 1883.

Au cours du XIXe siècle la pratique sportive devient un élément incontournable de la culture britannique, à plus forte raison chez les communautés expatriées. Le rugby, tout comme le football, le cricket et le tennis, va être diffusé dans tout l'Empire britannique ainsi que dans les grands ports de commerce en France et ailleurs. Pendant cette période, les équipes britanniques s'ouvrent à de nouveaux horizons avec les premières rencontres internationales contre l'Afrique du Sud, l'Australie, la France et la Nouvelle-Zélande.

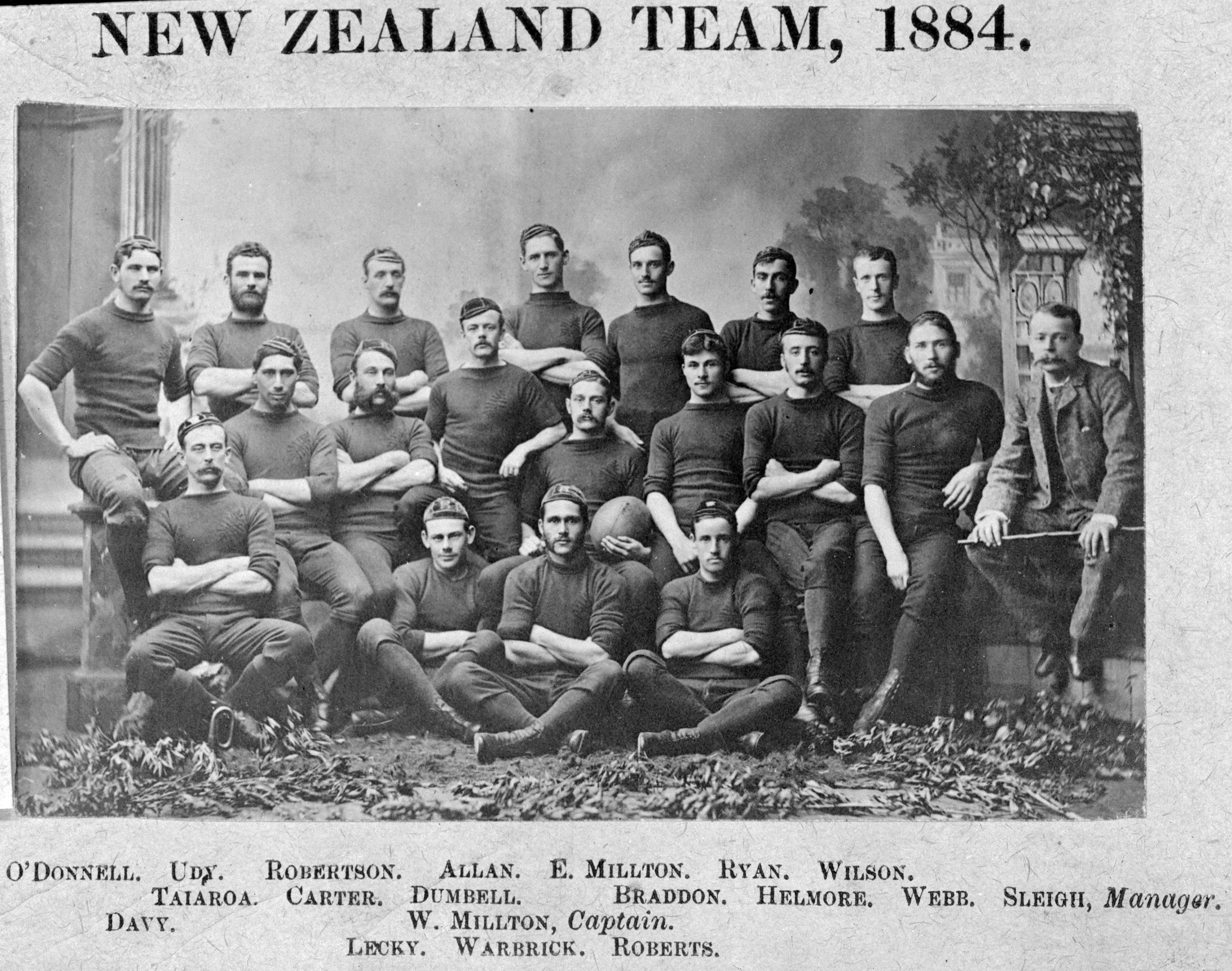
L'équipe néo-zélandaise de 1884.

### Introduction du rugby en Nouvelle-Zélande et premières compétitions internationales
Le rugby est introduit en Nouvelle-Zélande par Charles John Monro à la fin des années 1860. Monro a découvert le rugby pendant ses études au Christ’s College de Finchley, en Angleterre. Il organise le premier match de rugby en Nouvelle-Zélande entre deux équipes de Nelson : Nelson Football Club et Nelson College le 14 mai 1870,. La première fédération néo-zélandaise, la Canterbury Rugby Football Union, est créée en 1879.
Les équipes de clubs néo-zélandais disputent leurs premiers matches internationaux en 1882 à l’occasion de la tournée en Nouvelle-Zélande de l’équipe australienne de la Southern Rugby Union (l’actuelle New South Wales Rugby Union). L’équipe visiteuse joue contre des clubs d’Auckland à deux reprises, puis deux fois contre Wellington et une fois contre Canterbury, Otago & West Coast et North Island.

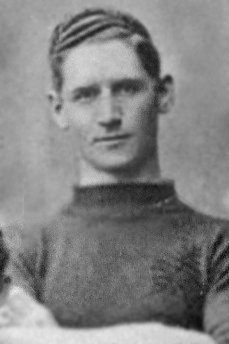
James Allan, joueur All Black no 1 en 1884.

Les Australiens remportent quatre matches et perdent trois fois. En 1884, une équipe de Nouvelle-Zélande fait pour la première fois une tournée à l’étranger, en Nouvelle-Galles du Sud, elle joue huit matches, tous remportés.
La première tournée d’une équipe britannique en Nouvelle-Zélande a lieu en 1888, les Lions britanniques jouent en Australie et en Nouvelle-Zélande. Cette tournée des Lions est organisée par deux joueurs de cricket, Arthur Shrewsbury et Alfred Shaw, qui recrutent principalement des joueurs du Nord de l’Angleterre et d'Écosse. Cette tournée n'est pas reconnue officiellement car n’a pas le soutien de la fédération anglaise, l’organisation de la tournée étant du fait d'entrepreneurs privés, en contradiction avec la règle d’amateurisme alors imposée par la fédération anglaise.
Une équipe représentant la Nouvelle-Zélande effectue une tournée en Grande-Bretagne en 1905, elle est appelée les Originals. Le terme All Blacks est utilisé pour la première fois lors de cette tournée, à la suite de ce qui aurait été une erreur d'imprimerie : un journaliste du Daily Mail se serait exclamé « They are all backs! » (« ils sont tous des arrières ! ») pour souligner la qualité du jeu à la main des avants, et le résultat aurait donné « They are all blacks! » (« ils sont tout noirs ! ») dans les pages du journal. Toutefois, il semblerait qu’aucun journal anglais de la période 1905-1906 ne contienne une telle erreur typographique, et cette théorie est aujourd’hui généralement rejetée. La tournée est un succès pour les Originals qui ne perdent qu’une fois contre le pays de Galles à Cardiff, par 3 à 0. La victoire des Gallois est contestée par la Nouvelle-Zélande, un essai néo-zélandais ayant été refusé ce qui aurait conduit à un match nul, 3 partout.
Le premier test-match officiel des All Blacks contre les Lions britanniques a lieu en 1908, les Lions étaient alors appelés les « Anglo-Welsh » car l'équipe était composée uniquement de joueurs anglais ou gallois. Les All Blacks remportent les deux test-matches.

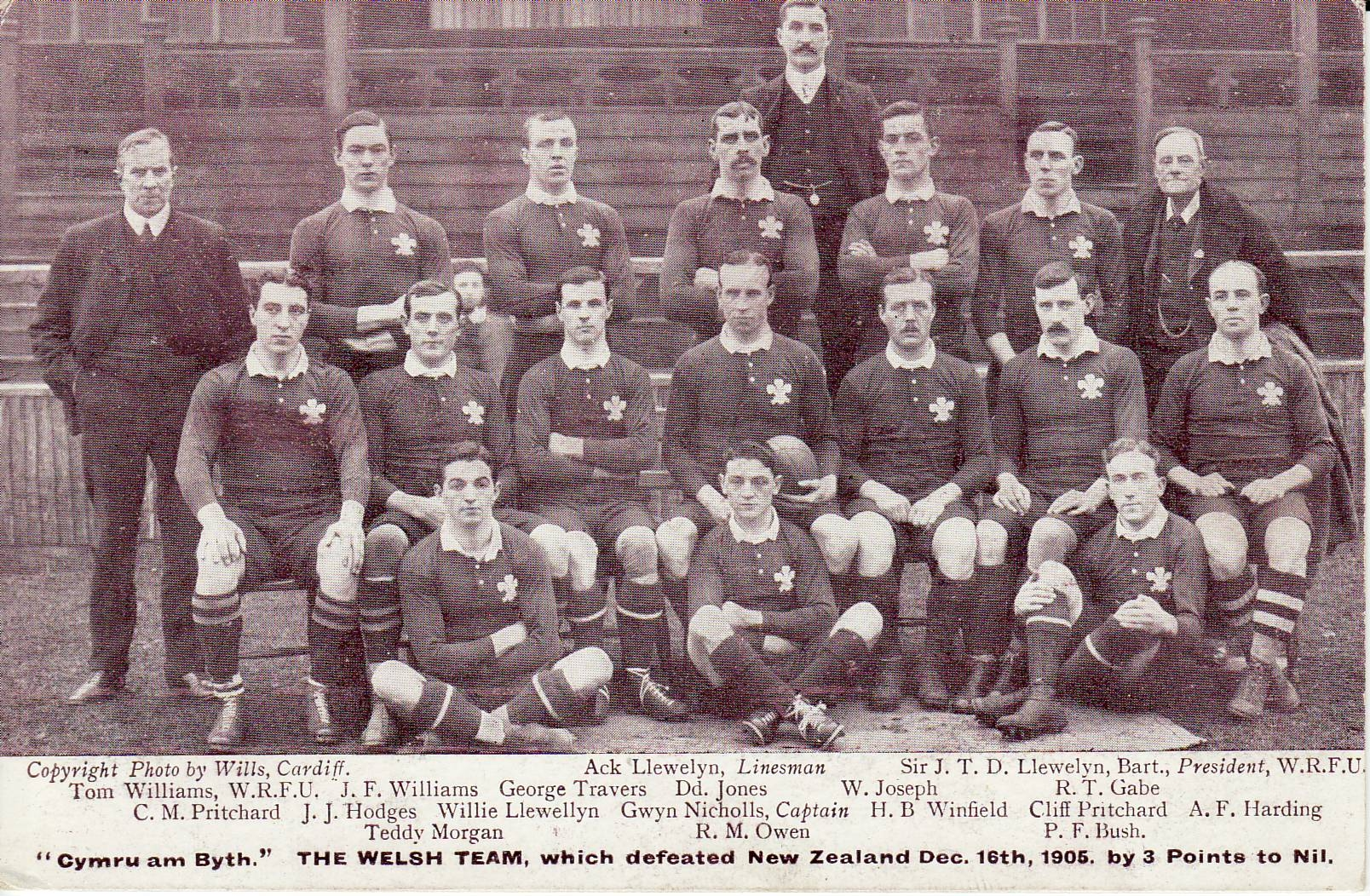
L'équipe des Originals, premiers All Blacks.
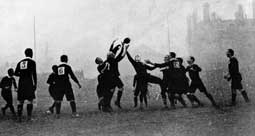
Galles - Nouvelle-Zélande (16-12-1905).
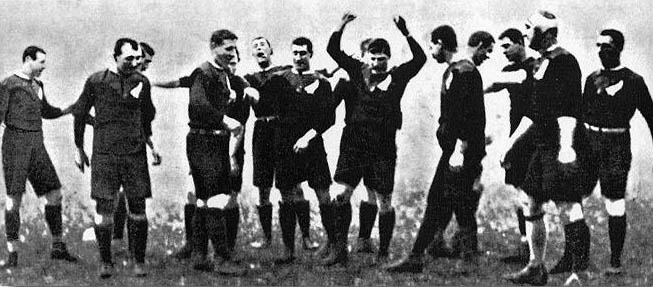
Les Originals.
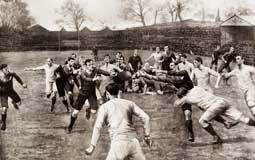
Angleterre - Nouvelle-Zélande (2-12-1905).

### Introduction du rugby en Afrique du Sud
Le rugby est introduit en Afrique du Sud par les Britanniques. Les premiers joueurs de rugby sont des soldats de la Couronne britannique, présents pour imposer la pax britannica aux Zoulous et surtout aux Boers, installés depuis deux siècles. Un instituteur anglais, Canon George Oglivie, enseigne au Diocesan College du Cap où il introduit le football tel qu'il est enseigné au Collège de Winchester, c'est-à-dire le rugby football. Un premier match oppose en 1862 des militaires à des civils du Cap, tous sont sujets de la Couronne. Le match se conclut sur le score de 0 partout.
Le rugby se développe au détriment du football. Des clubs de quartier poussent dans les agglomérations, comme Johannesburg, Le Cap et Pretoria. Le premier club, le Hamilton Rugby and Football Club, naît au Cap en 1875, puis la première fédération, la Western Province Rugby Union, en 1883. Le Griqualand West suit en 1886, l'Eastern Province en 1888, et le Transvaal en 1889. Le South African Rugby Board naît en 1889. Les jeunes Boers appréciant ce sport, et pour réunir un effectif suffisant, les clubs se composent de Britanniques et d'Afrikaners. Le rugby accueille deux communautés qui ne s'apprécient pas car la seconde guerre des Boers (1899-1902) a laissé des traces.
Le rugby y gagne en popularité, il est même pratiqué par les prisonniers de guerre qui peuvent ainsi se changer les idées. La légende veut que la guerre soit interrompue en 1902 pour un « match » Angleterre-Afrique du Sud. Mais, selon l'historien du rugby Paul Dobson, le cessez-le-feu ne s'est jamais réellement matérialisé, car un groupe de Boers « ont, dans la nuit, pris en embuscade des militaires anglais et en ont tué quelques-uns ».

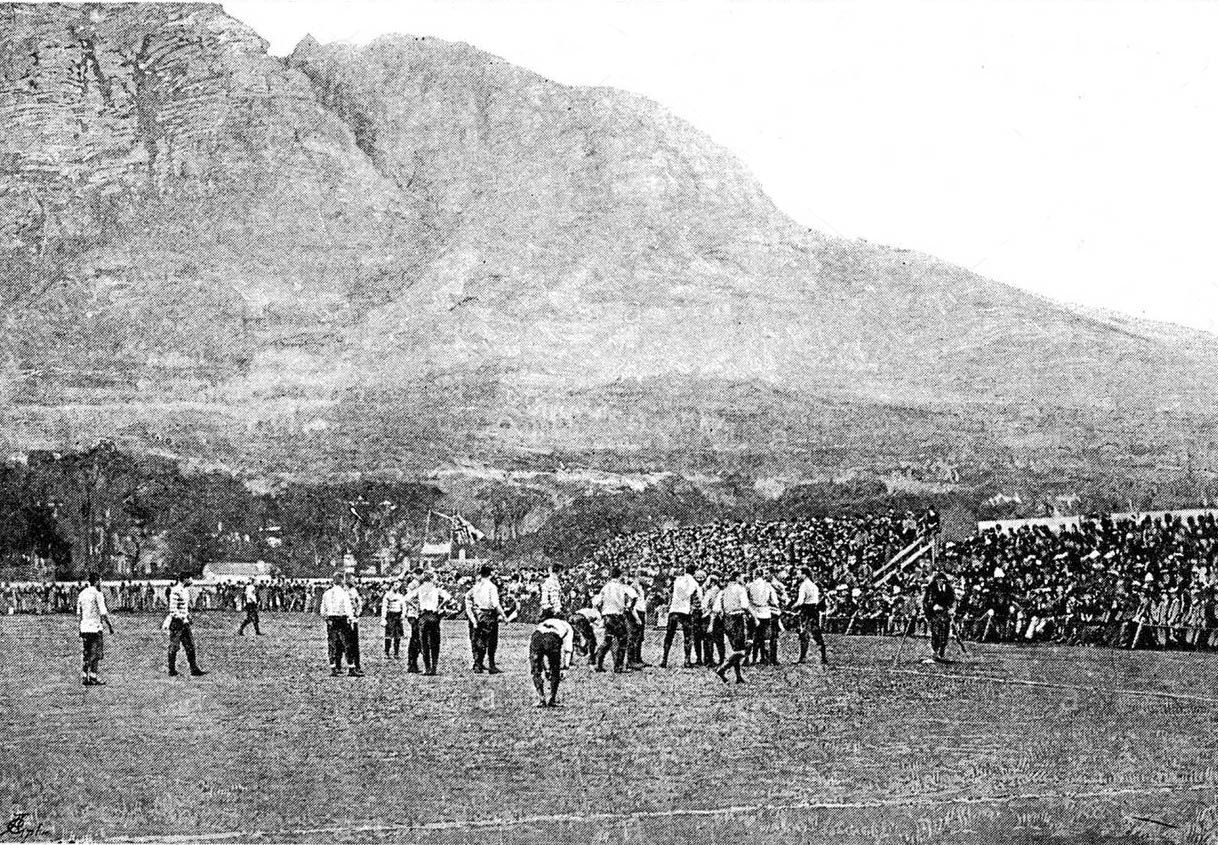
Lions britanniques - Colonie du Cap, en 1891, première rencontre de la tournée.

La première tournée des Lions britanniques a lieu en 1891, son déplacement est financé par Cecil Rhodes le Premier ministre de la colonie du Cap et par Paul Kruger, le président de la république du Transvaal. Ce sont les premiers matches représentatifs disputés par les équipes sud-africaines qui apprennent encore le jeu. Les visiteurs jouent et gagnent un total de vingt parties, ne concédant qu'un seul essai durant toute la tournée. Trois matches disputés contre des équipes régionales sont considérés comme des tests, quoique l'« Afrique du Sud » n'existe pas encore comme unité politique en 1891, et se terminent sur des scores serrés: 4-0, 3-0 et 4-0. Un des événements marquants de la tournée est le fait que l'équipe britannique offre la Currie Cup au Griqualand West pour avoir fourni la meilleure opposition. Les Britanniques n'ont battu ces derniers que par 3 à 0 au Newlands Stadium du Cap.
La tournée suivante des Lions britanniques a lieu en 1896. La série est perdue trois tests à un par la colonie, mais elle voit la première victoire des Sud-Africains contre les Britanniques par cinq à zéro au Newlands Stadium. Les avants sud-africains sont déjà impressionnants.

### Introduction du rugby en Argentine

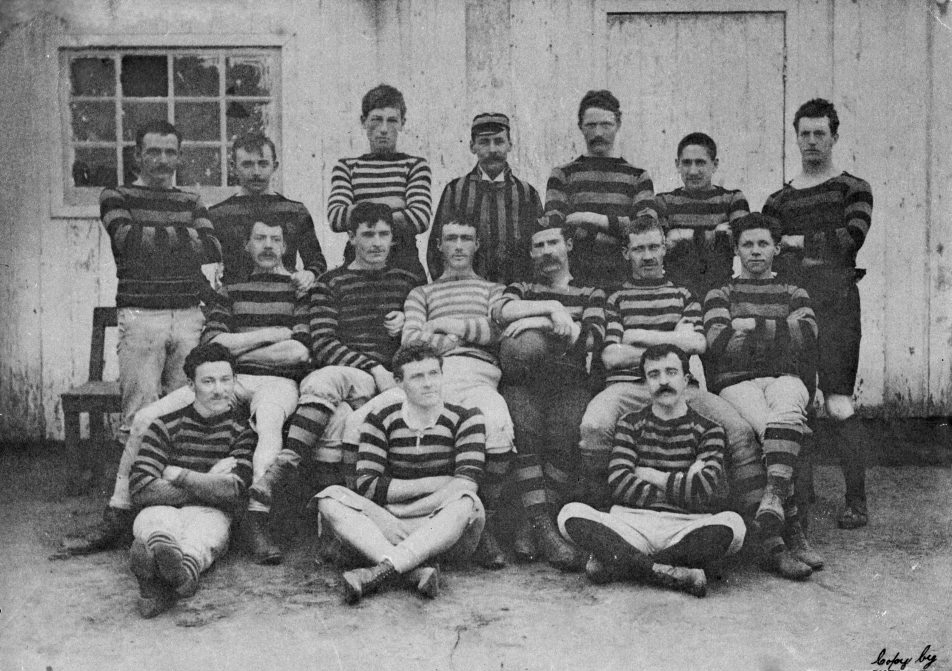
L'équipe d'Atlético del Rosario en 1884

Le rugby est introduit en Argentine par des immigrés britanniques. La première rencontre jouée en Argentine a lieu en 1873. En 1899 quatre clubs de Buenos Aires, la capitale, fusionnent pour former le River Plate Rugby Football Union, l'une des plus vieilles fédérations de rugby au monde. Celle-ci deviendra plus tard l'Unión Argentina de Rugby (UAR) qui deviendra membre de l'International Rugby Board  après avoir été invité à participer à la première Coupe du monde de rugby en 1987.
En 1910, une équipe gérée par l'université d'Oxford effectue une tournée, contre laquelle l'équipe d'Argentine de rugby à XV joue son premier match, qu'elle perd 3 à 28.

### Introduction du rugby en France
Le rugby football arrive en France par sa façade maritime ouest, à la fin du XIXe siècle. À cette époque, les villes portuaires comptent des communautés anglaises relativement importantes constituées par les commerçants, négociants et industriels. Le plus ancien club français est officiellement fondé en 1872 : Le Havre Athletic Club. Mais l'on trouve des traces de pratique du rugby auparavant, comme à Boulogne-sur-mer en 1862. Les clubs parisiens suivent avec l'English Taylor Rugby Football Club en 1877, le Racing club en 1882 puis le Stade français en 1883. En 1889 est créée la première fédération sportive autour des clubs parisiens, l'Union des sociétés françaises de sports athlétiques (USFSA), ce qui donne l'élan pour le reste de la France : Stade nantais, Stade bordelais, Stade rochelais ou encore Rugby lorientais.
Initié en 1892, le championnat de France se résume les premières années à des matchs entre clubs parisiens. Il faut attendre 1899 pour voir une première équipe de province, le Stade Bordelais, remporter le titre. Le centre de gravité du rugby français va alors commencer à glisser vers le sud-ouest du pays.

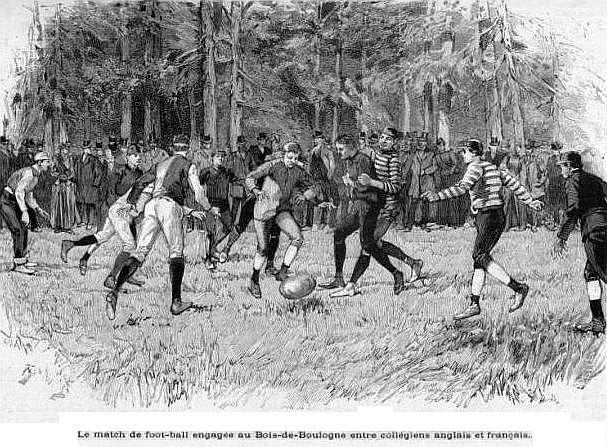
Match de football-rugby entre collégiens français et anglais, disputé au bois de Boulogne en mars 1890.

À cette époque, le rugby est pratiqué par ceux qui ont du temps libre pour les loisirs et les moyens financiers d'acheter des tenues de sport, à savoir les bourgeois et les aristocrates. La diffusion du sport vers les classes populaires se fait lentement jusqu'à la première guerre mondiale, parallèlement au développement économique et à l'accès à l'éducation supérieure, ainsi que par le brassage social imposé par le service militaire obligatoire. En France, à la veille de la guerre, le rugby football semble alors prendre le pas sur le football association. Il attire plus de joueurs, plus de spectateurs et plus de recettes.
C'est lors de sa première tournée européenne que l'équipe de Nouvelle-Zélande affronte la France pour ce qui est le premier match officiel de l'équipe de France de rugby à XV, le 1er janvier 1906. Ce match disputé au Parc des Princes devant 3 000 spectateurs se termine par une victoire des Néo-Zélandais 38 à 8,,. Le 22 mars 1906, l'équipe de France, qui inaugure sa première tenue tricolore (maillot bleu, culotte blanche et bas rouges), reçoit l'Angleterre et perd 8 à 35. Ce résultat honorable conduit les Anglais à jouer un match annuel contre le XV de France, ils sont imités un peu plus tard par les Gallois et les Irlandais. L'équipe de France est admise pour la première fois à disputer le Tournoi des cinq nations en 1910. Le XV de France fait son apprentissage du rugby international et termine régulièrement dernier du Tournoi jusqu'en 1914, à l'exception de 1911 où il finit quatrième en enregistrant sa première victoire internationale, contre l'équipe d'Écosse.

### Introduction du rugby en Italie
Les Britanniques introduisent le rugby à Gênes, ville portuaire, entre les années 1890 et 1895, mais cela reste sans lendemain semble-t-il. C'est sous l'influence d'étudiants  français qu'il va s'implanter durablement dans le nord de l'Italie. En 1910, un match d'exhibition a lieu à Turin entre le Racing club de France et le Servette de Genève. En 1911, à Milan, l'équipe italienne de l'U.S. Milanese affronte des étudiants français de Voiron. Les clubs se multiplient et un embryon de fédération est créé dès 1911.
En 1929, se déroule le premier championnat d'Italie, organisée par la Fédération italienne de rugby (FIR) créée l'année précédente. L'Ambrosiana Milano devient champion. La même année voit le premier match international de l'Italie, contre l'Espagne, perdu 9 à 0.

### Introduction du rugby au Japon
Au milieu du XIXe siècle le Japon sort de la période Edo et de son isolationnisme. Les puissances navales américaines et européennes imposent au pays le commerce avec l'Occident au travers des ports ouverts. Le premier de ces ports, Yokohama, voit en 1866 la première mention d'un club de football-rugby sur l'archipel. Le rugby sur le sol japonais est alors pratiqué uniquement par des officiers de marine britanniques. Dans les années qui suivent des matchs sont également mentionnés dans d'autres ports comme Kobe. 
La première pratique par des joueurs japonais a lieu en 1899 à l'Université Keiō, à l'initiative des professeurs Edward Bramwell Clarke et Ginnosuke Tanaka, les deux ayant fait leurs études à Cambridge. En 1901 se déroule une rencontre entre les étudiants japonais de Keiō et une équipe d'« étrangers de Yokohama », remportée 35-5 par ces derniers. Le rugby se développe rapidement au Japon au début du XXe siècle au sein des universités du pays. À la fin des années 1920 le Japon compte 1 500 clubs et 60 000 pratiquants, c'est-à-dire plus que l'Écosse, l'Irlande et le pays de Galles réunis, à la même époque.
Toutefois le rugby japonais se développe en autarcie. La première tournée internationale sur les terres nippones est l'œuvre du Canada en 1932. Le tout dernier match de la série de six est un test-match entre le Japon et le Canada. Le Japon s'impose 38-5 devant 25 000 spectateurs dont la famille impériale nipponne, au sein de laquelle le prince Chichibu est connu pour encourager le développement du rugby.

## Le rugby aux Jeux olympiques

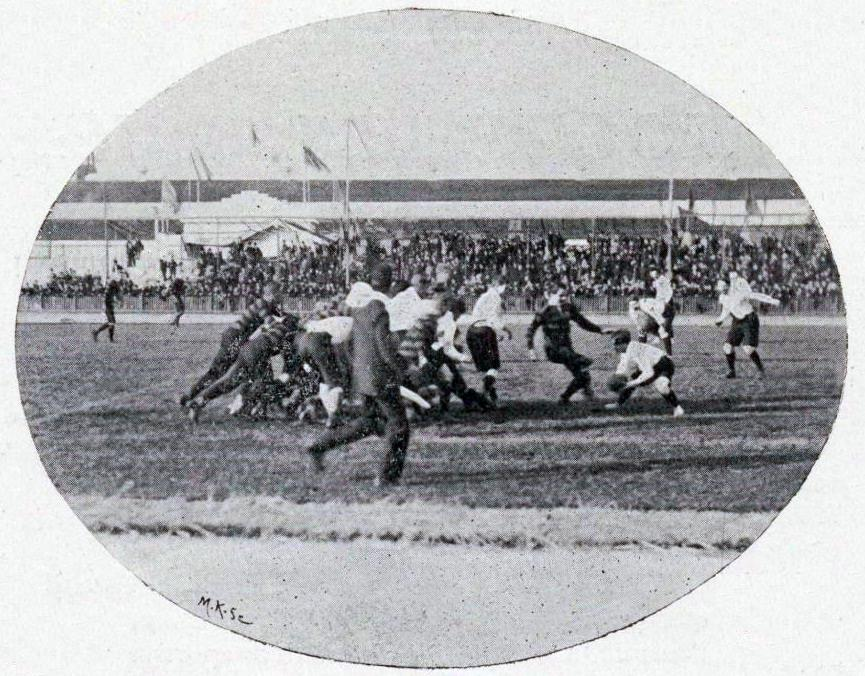
La sélection française à l'œuvre face au SC Francfort, lors des Jeux de 1900.

Appréciant le rugby, notamment pour ses valeurs et son amateurisme, le baron Pierre de Coubertin l'inscrit au programme de la deuxième édition des Jeux olympiques modernes, à Paris en 1900. Le tournoi de rugby se résume à la confrontation de trois équipes : le club anglais des Moseley Wanderers, le club allemand de SC 1880 Frankfurt, et une sélection française constituée à partir de joueurs du Racing club de France et du Stade français. La sélection française gagne ses deux matchs et remporte le titre olympique.
Absent aux Jeux de Saint-Louis, en 1904, le rugby fait sa réapparition aux Jeux de Londres en 1908. Le tournoi de rugby se résume à une seule rencontre, entre une sélection des Cornouailles représentant le Royaume-Uni et les Wallabies australiens représentant l'Australasie. Ces derniers l'emportent largement 32 à 3.
Le rugby ne revient ensuite qu'après la Grande guerre, en 1920 et 1924. Aux Jeux d'Anvers en 1920, le tournoi de rugby est annulé à la dernière minute en raison du désistement de deux des quatre participants : la Tchécoslovaquie et de la Roumanie. Mais l'équipe des États-Unis ne peut pas faire demi-tour, traversant l'Atlantique sur un navire de la marine américaine. La sélection américaine arrive donc en Belgique et demande à ce qu'un match soit organisé. Le CIO contacte donc l'USFSA qui monte une équipe en urgence, piochant les joueurs dans divers clubs parisiens, la plupart n'ayant jamais été internationaux. Les États-Unis l'emportent 8 à 0 et sont champions olympiques. Les Français, vexés, prétextent un manque de préparation et organise une tournée en France pour l'équipe américaine, contre des clubs et sélections régionales, avant un dernier test-match faisant office de revanche. La France s'impose 14 à 5.

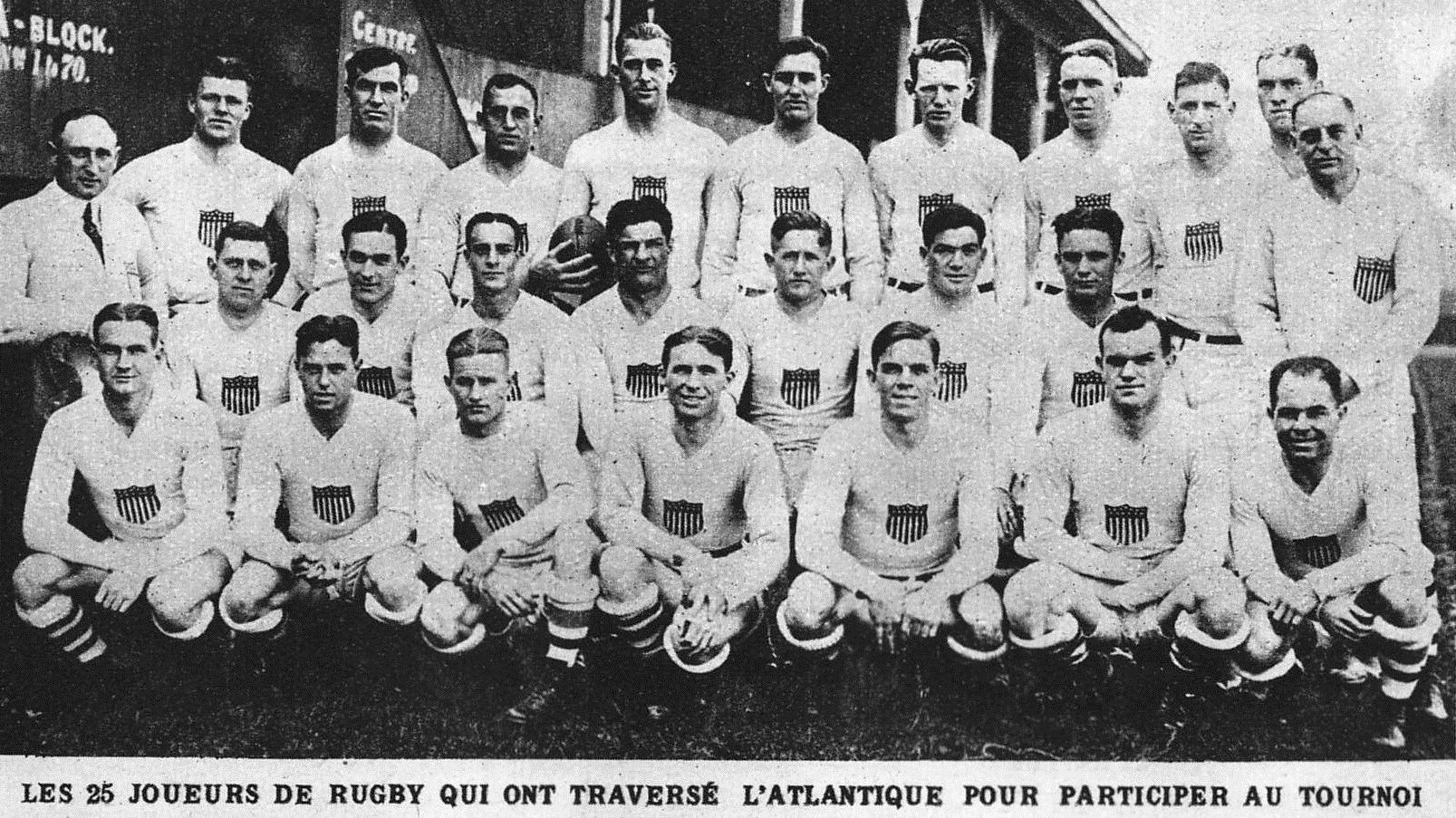
L'équipe des États-Unis, médaille d'or des Jeux de 1924, après avoir battu la France en finale.

Aux Jeux de Paris en 1924, seulement trois sélections sont présentes : États-Unis, France et Roumanie. Encore une fois, les organisateurs font face à de nombreux désistements. Les nations du sud (Australie, Nouvelle-Zélande, Afrique du Sud) invoquent une impossibilité financière pour faire un si long voyage, et les Britanniques boudent la compétition. La Roumanie ayant perdu ses deux matchs, le dernier match désignera le champion olympique et fait figure de revanche entre la France et les États-Unis. Les États-Unis s'impose largement 17 à 3, devant 22 000 spectateurs, dans un climat délétère. Sur le terrain, tout d'abord, le jeu est marqué par de nombreuses actions violentes dans les deux camps et la France finit la rencontre à treize, Jauréguy et Vaysse étant sortis sur blessure. Dans les tribunes, ensuite, le climat est particulièrement détestable, avec une foule qui siffle la montée du drapeau américain, insulte l'arbitre et hue les vainqueurs. Des bagarres éclatent entre supporteurs français et américains, faisant plusieurs blessés.
Cette finale honteuse marque la fin de l'aventure olympique du rugby à XV, exclu des Jeux suivants, après seulement quatre participations qui n'ont guère rencontrées de succès auprès des grandes nations de ce sport.

## L'entre-deux-guerres
Mises entre parenthèses pendant la Première guerre mondiale, les compétitions sportives reprennent malgré l'hécatombe dans la jeunesse européenne (côté français, plus de 20% des internationaux de rugby sont morts). De plus, le rugby semble avoir irrémédiablement perdu du terrain face au football, dont la pratique s'est développée pendant la guerre. 
En France, le rugby continue de se développer dans un grand quart sud-ouest du pays, diffusant depuis les métropoles vers les petites villes et villages. Ailleurs, il stagne ou périclite. De fait, au cours des années 1920, les techniques évoluent et le jeu devient de plus en plus violent. Les accidents au cours des matchs, pouvant mener à la mort du joueur, deviennent de plus en plus fréquents. Des dissensions apparaissent entre les clubs et au sein de la fédération, jusqu'à la sécession de nombreux clubs en 1930, qui reprochent d'une part l'acceptation de gestes violents et d'autre part le professionnalisme des grands clubs. Le rugby français entre alors dans un cercle vicieux qui voit sa popularité régresser. 
En 1931, la France est exclue du Tournoi pour professionnalisme (paiement des joueurs, recrutement inter-clubs) et en raison de son jeu violent lors de certains matches. Le match France-Galles du Tournoi 1930 est d'une extrême brutalité, aussi bien sur la pelouse que parmi les spectateurs. De 1931 à 1939, l'équipe de France rencontre uniquement des équipes d'un niveau inférieur à celui des équipes britanniques : les équipes d'Italie, d'Allemagne et de Roumanie. Cela ne fait qu'empirer la situation pour une équipe de France qui stagne depuis une décennie : de1919 à 1931 la France ne remportait qu'un ou deux matchs par année.
Ces turbulences entrainent un autre schisme dans le rugby français. En 1934, la Ligue française de rugby à XIII est créée avec 10 équipes professionnelles. Le succès est fulgurant pour ce nouveau code de jeu, moins brutal et dont les règles sont plus simples à comprendre. En 1939, la France remporte la Coupe d'Europe des nations. Mais encore une fois, une guerre mondiale va rebattre les cartes : le régime de Vichy interdit tous les sports professionnels dont le rugby à XIII.
À l'international, la rivalité entre les All Blacks de Nouvelle-Zélande et les Springboks d'Afrique du Sud naît dès 1921 à l’occasion d’une tournée de ces derniers en Nouvelle-Zélande. Cette première série de confrontations se conclut sur une égalité entre les deux équipes (une victoire, une défaite et un match nul). La rivalité entre All Blacks et Springboks se poursuit jusqu'à aujourd’hui avec les deux rencontres annuelles du Rugby Championship. Ces deux équipes se partagent par ailleurs le record de titre de champion du monde, avec trois victoires chacune.

## Le rugby d'après-guerre
La France est réintégrée dans le Tournoi juste après l'édition 1939 mais la Seconde Guerre mondiale éclate et empêche la tenue de la compétition pendant plusieurs années. Le Tournoi des Cinq nations reprend en 1947 avec la France réintégrée. En 1952, les Home Unions (l'Angleterre, l'Écosse, l'Irlande et le Pays de Galles) contestent, comme en 1930, la gestion du rugby français par la FFR qui est accusée d'amateurisme marron, mais grâce aux dirigeants René Crabos et Adolphe Jauréguy elle évite l'exclusion du Tournoi des Cinq Nations.
Les décennies 1950 et 1960 voient la montée en puissance de l'équipe de France. En 1954, la France remporte une première victoire partagée dans le Tournoi,, puis en 1959 la France remporte seule le Tournoi pour la première fois,, enfin en 1968 la France décroche son premier Grand Chelem.
Le Tournoi n'est pas épargné par les soubresauts géopolitiques, notamment par le conflit nord-irlandais. À partir de 1954, l'équipe d'Irlande joue ses matchs à domicile uniquement à Dublin alors que jusque là elle alternait avec Belfast. En 1972, le Tournoi reste inachevé : l'Écosse et le Pays de Galles refusent de se déplacer en Irlande à la suite du Bloody Sunday. L'hymne britannique God Save the Queen devient quant à lui absent des cérémonies d'avant-match, jusqu'en 1997.
En 1978, la France devient la première nation hors Commonwealth et non anglophone à intégrer l'International Rugby Board (IRB). En 1981, l'Afrique du Sud est exclue de toute rencontre internationale à cause de l'apartheid (Elle réintègrera le rugby international en 1995 lors de la Coupe du monde qui a lieu sur son sol, et qu'elle remporte). À la fin de 1981 l'IRB compte donc 7 membres en tout et pour tout : les cinq nations du Tournoi, l'Australie et la Nouvelle-Zélande. Ces deux derniers, alliés à la France et son président Albert Ferrasse, poussent alors pour sortir le rugby international de son entre-soi. Ils militent pour une coupe du monde qui permettrait à des nations comme la Roumanie ou l'Italie de se confronter régulièrement aux meilleurs.
En 1987, la première Coupe du monde est organisée en Australie et en Nouvelle-Zélande, malgré les réticences britanniques. Elle se tient ensuite tous les 4 ans, sur le modèle d'autres sports. Les fédérations de tous les pays participant à cette première coupe du monde se voient obligées d'intégrer l'IRB, ce qui double le nombre de membres.
En 1992, la valeur d'un essai passe de 4 à 5 points. L'IRB entend favoriser le jeu d'attaque et d'évitement.

## L'ère professionnelle

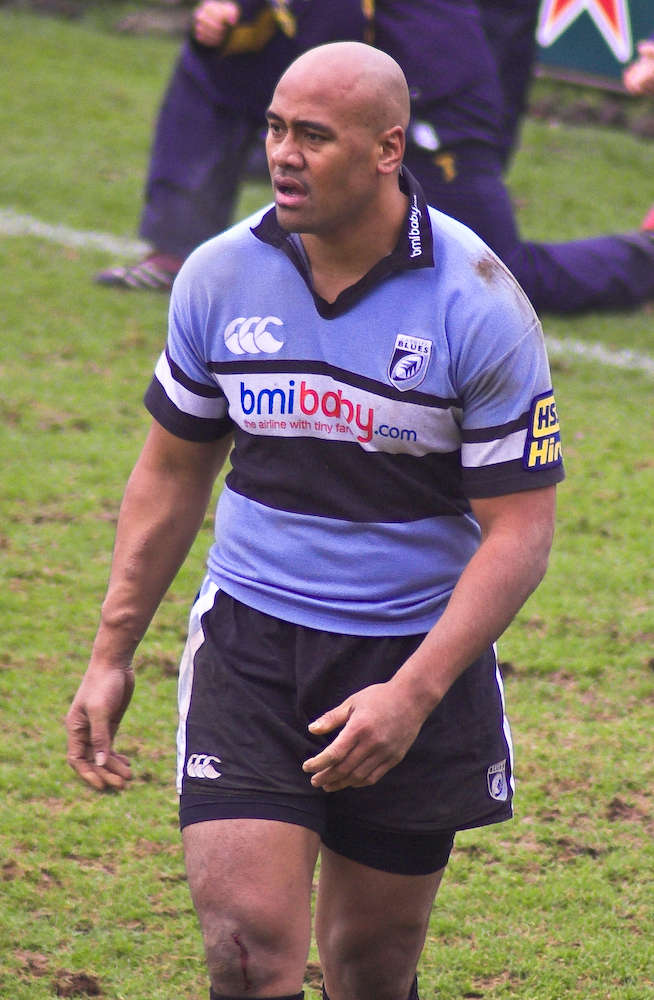
Jonah Lomu en 2006.

Le succès de la coupe du monde 1995 en Afrique du Sud précipite le rugby à XV vers le professionnalisme. Tout d'abord le rugby voit éclore sa première superstar planétaire : le néo-zélandais Jonah Lomu. Ensuite, ce succès politique et médiatique finit de convaincre Rupert Murdoch, l'homme d'affaires australo-américain actionnaire majoritaire de l'un des plus grands groupes médiatiques du monde, d'investir dans le rugby à XV. Il signe avec la Fédération sud-africaine de rugby à XV (South African Rugby Union), la Fédération australienne de rugby à XV (Australian Rugby Union) et la Fédération néo-zélandaise de rugby à XV (New Zealand Rugby) un contrat de 550 millions de dollars, soit 320 millions de francs par an, pour les droits sur de nouvelles compétitions, le Tri-Series, tournoi triangulaire opposant chaque année les Springboks, les Wallabies et les All Blacks. Un championnat entre douze franchises de ces trois nations, le Top 12, est lancée en 1996, organisée par la SANZAR.
En août de la même année, à Paris, l'IRB retire de ses statuts la règle sur l'amateurisme,. Le championnat français devient officiellement professionnel en 1998 avec la création de la Ligue nationale de rugby. Le nombre de clubs dans la première division passe progressivement de 32 en 1998, à 14 en 2005. Les budgets des clubs  français explosent et se voient multipliés par 10 en vingt ans.
En Europe, la première édition de la Coupe d'Europe des clubs se dispute lors de la saison 1995-1996. Elle regroupe douze équipes venant des championnats nationaux de la France, l'Irlande, le pays de Galles, l'Italie et la Roumanie. Cette première édition est remportée par un club français, le Stade Toulousain battant le Cardiff RFC en finale. Dès l'édition suivante, des équipes d'Angleterre et d'Écosse se joignent à cette compétition.
En 2000, le Tournoi des cinq nations masculin devient le Tournoi des Six Nations avec l'intégration de l'Italie, en progression depuis une dizaine d'années. Le rugby féminin se développe lors de cette période, avec l'organisation de compétitions internationales. Un Tournoi féminin à quatre nations voit le jour en 1996, s'étendant rapidement à cinq puis six nations.
En 2014, l'International Rugby Board change son nom en World Rugby. En 2019, World Rugby décompte officiellement 9,6 millions de pratiquants dans le monde, donc une part de plus en plus importante de femmes (augmentation de 28 % du nombre de joueuses).